# Annapura, Davanagere
Annapura là một làng thuộc tehsil Davanagere, huyện Davanagere, bang Karnataka, Ấn Độ.